# Tåg i Japan

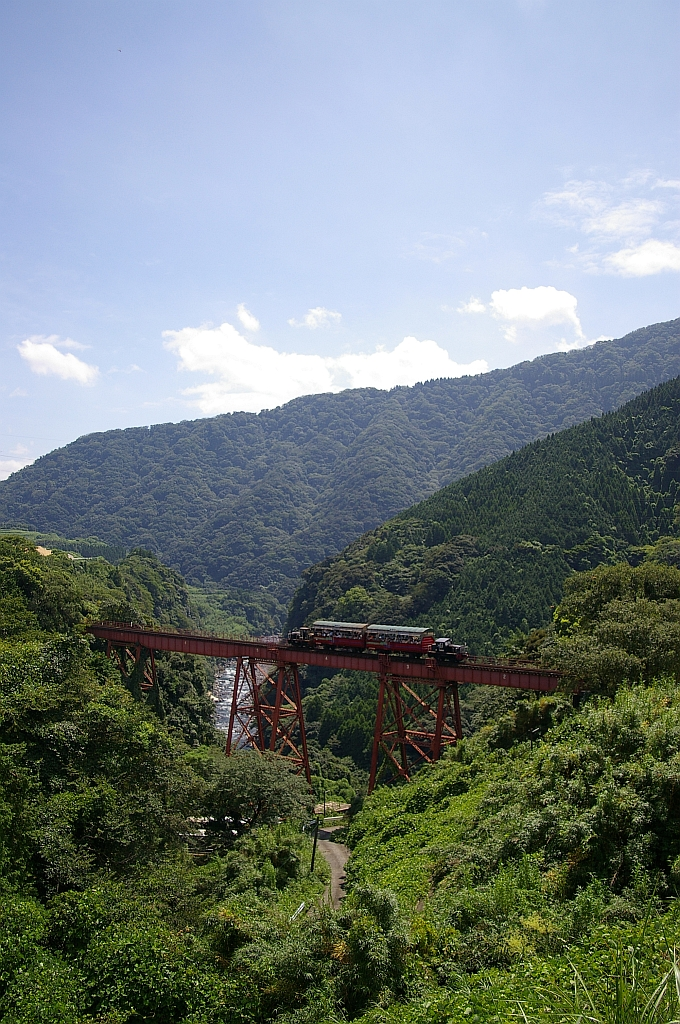
Tatenobron på Takamorilinjen som är en tidigare statlig järnväg som tagits över av ett litet bolag, Minamiaso som blidats för att driva den järnvägslinjen.

Järnvägar i Japan är en diversitet av olika system med olika aktörer, tekniska lösningar och samarbeten mellan aktörer som resulterat i olika sammanbyggda delsystem. Det finns två huvudsakliga spårvidder: det vanligaste (20 264 km) är smalspår 1067 mm och 3204 km är höghastighetsbana med normalspår 1435 mm. Totalt omfattas 516 linjer med 9277 stationer (jan 2008).
Det finns ett dominerande smalspårsnät som drivs av företagsgruppen Japan Railways. Det är ett tidigare statligt system som framför allt byggdes upp av den tidigare statliga järnvägen, senare bolagisersat till Japanese National Railways (JNR), till stor del genom att köpa upp många privata järnvägsanläggningar. Även Shinkansen började byggas av JNR. Sedan 1987 är uppdelat i en mängd bolag i Japan Railways (JR), som driver trafik på de flesta av de linjerna och utvecklar det vidare. I storstadsområdena finns privata järnvägar med främst pendeltågstrafik som ofta är sammankopplade med städernas tunnelbanenät så att pendeltåg och tunnelbanetåg trafikerar samma linjer. En annan kategori av mindre järnvägsbolag har bildats på flera håll när JR lägger ner linjer, till exempel smalspårslinjer som löper parallellt med nyöppnade Shinkansenlinjer och bedöms olönsamma. De har då i flera fall bildats lokala bolag som tagit över infrastrukturen och trafiken genom ett eller två separata bolag.

## Shinkansen

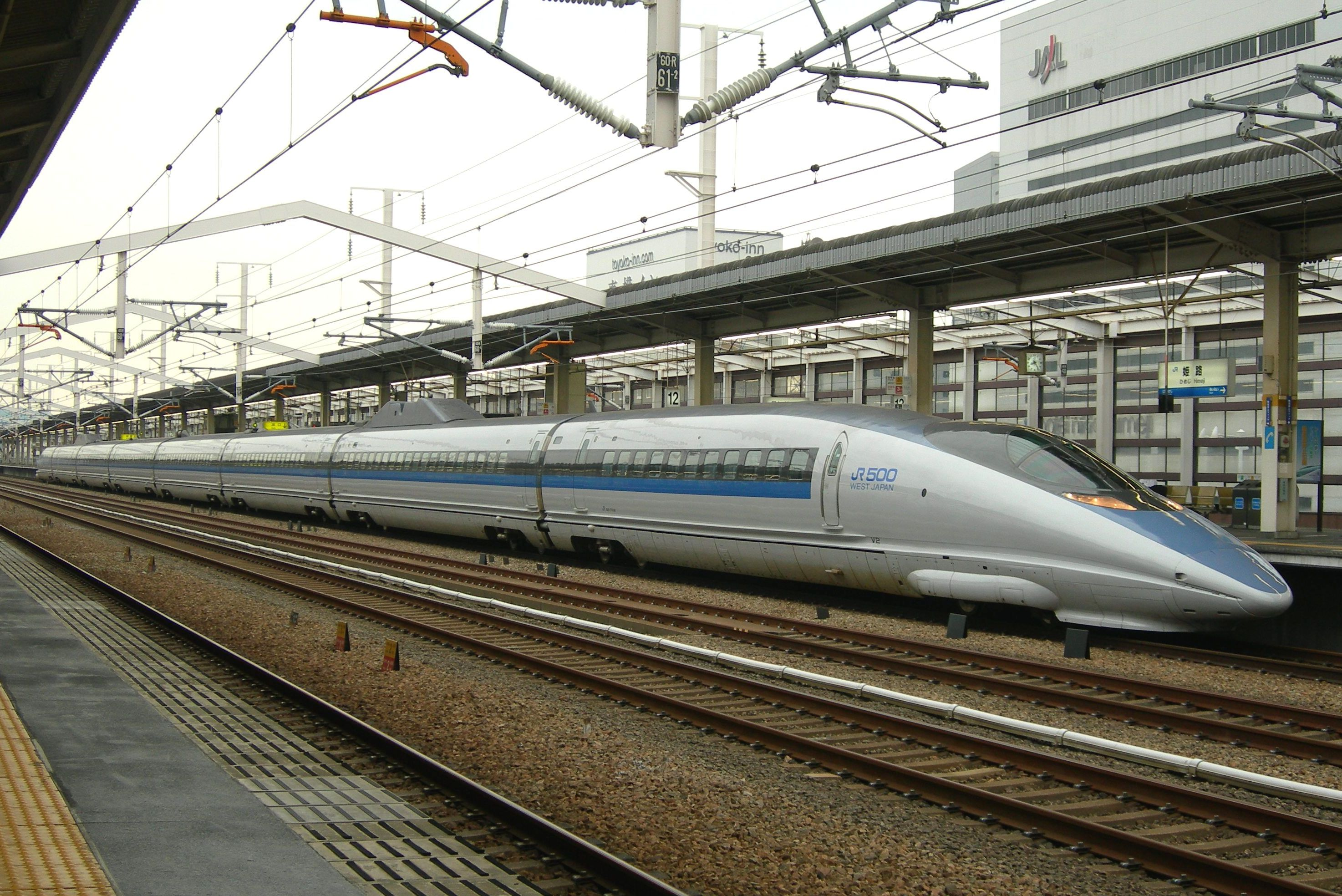
Himeji station på Sanyo Shinkansen med Shinkansen 500 tågsätt.

Den större spårvidden används för höghastighetsbanorna, Shinkansen. Dessa används enbart för persontrafik. Förutom höghastigetsbanorna har två tidigare smalspåriga linjer konverterats till normalspår så att de kan trafikeras av shinkansentåg dock inte i snabbtågshastighet. Avgångarna marknadsförs under olika namn beroende på hur många stationer de stannar vid. Hastigheten beror på vilken linje tåget kör på, men som högst 320 km/h.

## Smalspåriga banor

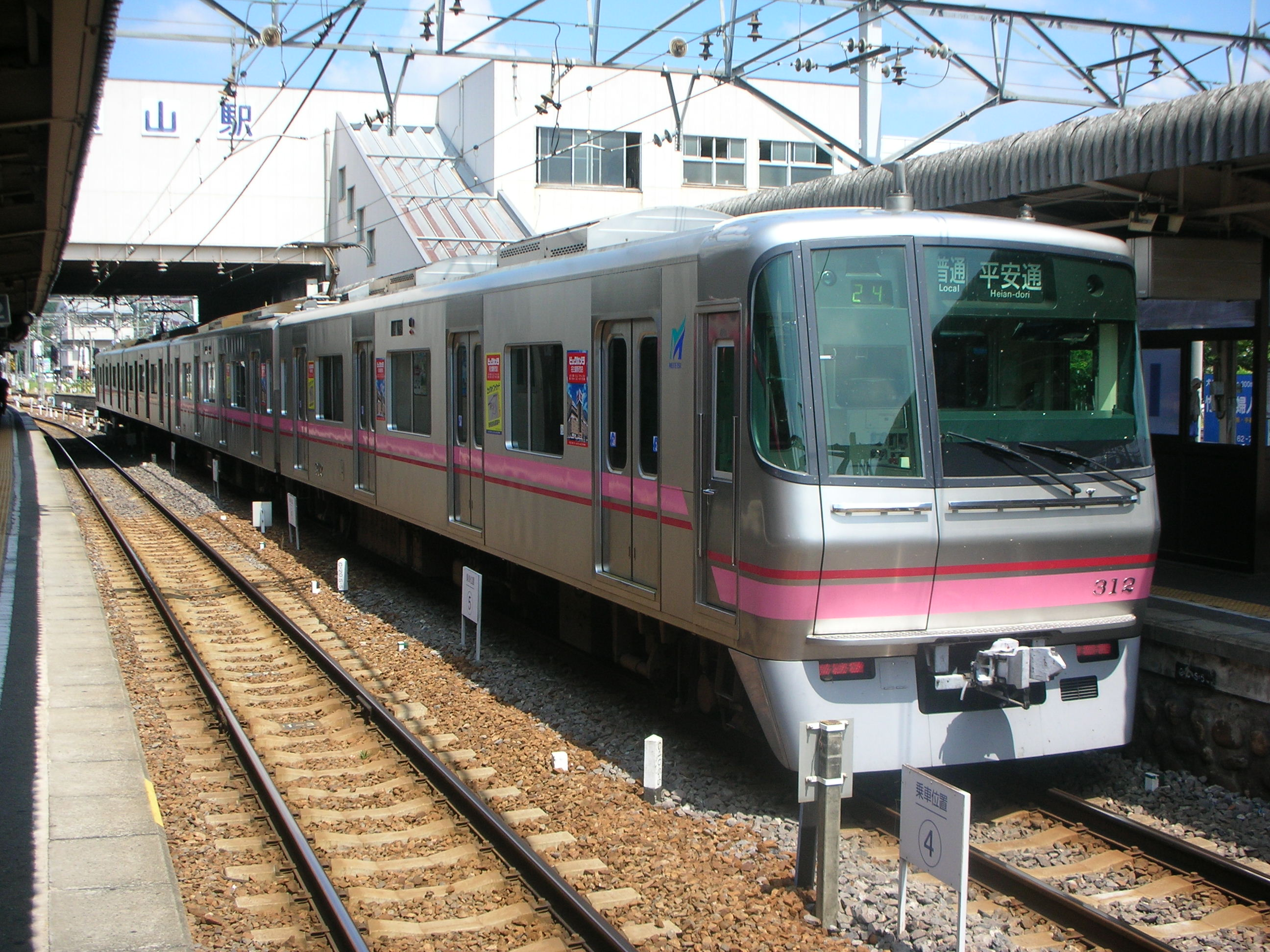
Tåg på Meitetsu Komakilinjen, sammankopplad med Kami-iidalinjen i Nagoyas tunnelbana, tåget i rosa färgsättning efter tunnelbanelinjens färg.

På den mindre spårvidden framförs olika typer av tåg:
- Lokala pendeltåg som stannar på alla stationer och hållplatser. Främst runt större orter, men också mellan stambanestationer och små orter.
- Rapid, något snabbare än pendeltåg, gör uppehåll på cirka hälften av stationerna.
- Express, gör endast uppehåll på större stationer. Kör normalt sett korta till medellånga sträckor. Kan jämföras med de svenska regionaltågen.
- Limited Express är den snabbaste typen av tåg, som endast gör uppehåll i de större städerna. Kör normalt sett på medellånga till långa sträckor. Kan vara både dag- och nattåg. Dagtågen kör oftast på de sträckor som saknar täckning av Shinkansen-linjerna. Nattågen går oftast mellan de större städerna. Högsta hastighet är 130 km/h, förutom på den nybyggda Narita-linjen, där de når 160 km/h.